# Conradin Kreutzer
Conradin Kreutzer (Messekirch, Marcgraviat de Baden, 22 de novembre de 1780 - Riga, Letònia, 14 de desembre de 1849) fou un pianista, director d'orquestra i compositor alemany.
Després d'haver-se donat a conèixer avantatjosament com a pianista i cantant, es consagrà a l'estudi de la composició amb el famós Johann Georg Albrechtsberger, a Viena, estrenant a Stuttgart el 1812 la seva primera òpera Conradin von Schwaben. El gran èxit assolit per aquesta obra li reportà una ràpida nomenada, sent nomenat llavors mestre de capella del rei de Württemberg. Tornà a Viena el 1822, on continuà de manera brillant la seva carrera de compositor dramàtic, portant a l'escena fins a 30 òperes, de les que es poden considerar com a dignes d'especial menció Das Nachtlager in Granada (1834) i Der Verschwender (1836), que figuraren molts anys en el repertori clàssic alemany. També va compondre forces lieder, música de cambra i sacra i dintre d'aquesta l'oratori Die Sendung Mosis. Està enterrat al cementiri de l'església de Sant Francesc de Riga.